# Zweden op het Eurovisiesongfestival 1966
Melodifestivalen 1966 (destijds bekend als Svensk sångfinal) was de zevende editie van de liedjeswedstrijd die de Zweedse deelnemer voor het Eurovisiesongfestival oplevert. Er werden 898 liedjes ingezonden. De winnaar werd bepaald door de regionale jury.

## Uitslag
| Plaats | Artiest                          | Lied                      | Songwriters                         | Ptn |
| ------ | -------------------------------- | ------------------------- | ----------------------------------- | --- |
| 1ste   | Lill Lindfors & Svante Thuresson | Nygammal vals             | Bengt-Arne Wallin, Björn Lindroth   | 26  |
| 2de    | Carli Tornehave                  | Monte Carlo               | Bengt Arne Wallin, Carl Gyllenberg  | 19  |
| 3de    | Gunnar Wiklund                   | Vinterrosor               | Britt Lindeborg                     | 14  |
| 4de    | Ann-Louise Hanson                | En ballad om för längesen | Robert Meyer, Gösta Rybrant         | 9   |
| 5de    | Gunilla af Malmborg              | Var finns du?             | Ulf Björlin, Lars Forsell           | 8   |
| 5de    | Carli Tornehave                  | Härliga Söndag            | Bo-Göran Edling, Peter Himmelstrand | 8   |
| 7de    | Svante Thuresson                 | Hej systrar, hej bröder   | Åke Gerhard                         | 6   |
| 8ste   | Monica Nielsen                   | En röd vals               | Jan Johansson, Kerstin Bergström    | 5   |
| 9de    | Gunwer Bergquist                 | Vårens vindar             | Torbjörn Lundqvist, Maud Lundqvist  | 4   |
| 10de   | Gunnar Wiklund                   | Vad har jag kvar          | Berndt Öst, Peter Himmelstrand      | 0   |